# Patrick Joosten
Patrick Joosten (Nijmegen, 14 april 1996) is een Nederlands voetballer die doorgaans speelt als vleugelaanvaller. In juli 2025 verliet hij Willem II.

## Clubcarrière

### N.E.C.
Joosten heeft een Nederlandse moeder en een Ghanese vader. Hij speelde in de jeugd bij N.E.C., toen hij in januari 2015 bij het eerste elftal gehaald. De rechtsbuiten maakte zijn debuut voor de Nijmeegse club op 16 januari 2015, toen met 3–0 verloren werd van FC Eindhoven. Hij mocht van coach Ruud Brood twee minuten voor rust invallen voor de geblesseerde Muhammed Mert. Joosten werd met N.E.C. kampioen van de Eerste divisie in het seizoen 2014/15. 

### FC Utrecht
Op 25 maart 2015 tekende Joosten een contract bij FC Utrecht voor twee jaar. Die verbintenis werd nog geen acht maanden later verlengd tot medio 2018 met een optie tot 2020. Hij maakte op 23 oktober tegen PEC Zwolle als invaller zijn debuut voor FC Utrecht. Op 17 april 2016 maakte Joosten zijn eerste competitietreffer in de Eredivisie voor FC Utrecht, in een uitwedstrijd bij Ajax (2–2). In zijn eerste seizoen kwam Joosten tot 27 wedstrijden, waarin hij goed was voor drie goals en drie assists. 
In het seizoen 2016/17 maakte Jong FC Utrecht zijn intrede in de Eerste Divisie, waardoor Joosten ook geregeld op een niveautje lager speelminuten maakte. De Nijmegenaar raakte op 18 februari 2017 tegen Jong PSV voor langere tijd uitgeschakeld, nadat hij zijn voorste kruisband afscheurde. De daaropvolgende revalidatieperiode nam bijna een jaar in beslag. Op 16 februari 2018, dus bijna precies een jaar later, maakte hij namens Jong FC Utrecht zijn rentree. In de twee volgende competitiewedstrijden tegen Jong Ajax en FC Den Bosch was hij vervolgens trefzeker. Voor Jong FC Utrecht speelde hij uiteindelijk veertien wedstrijden, waarin hij tot twee goals kwam. 

### VVV-Venlo
In het seizoen 2018/19 werd Joosten door zijn club voor de duur van een jaar verhuurd aan VVV-Venlo om zodoende weer aan spelen toe te komen. Joosten luisterde zijn debuut voor de ploeg uit Noord-Limburg op met een doelpunt; hij scoorde op 1 september 2018 in een thuiswedstrijd tegen sc Heerenveen (1–1), waardoor VVV-Venlo een punt overhield aan het duel met de Friezen. Op 19 januari 2019 scoorde hij tweemaal in een 4-2 overwinning op ADO Den Haag. Mede daardoor werd de aanvaller uitgeroepen tot Speler van de Maand van de gehele Eredivisie. In totaal kwam hij bij VVV tot zes competitietreffers en zes assists in dertig wedstrijden. Na de verhuurperiode in Venlo keerde Joosten terug naar Utrecht. 

### Sparta Rotterdam
In de eerste helft van het seizoen 2019/20 kreeg hij bij FC Utrecht van coach John van den Brom slechts in zeven Eredivisieduels speeltijd. Hierop huurde Sparta Rotterdam hem in de winterstop voor het restant van het seizoen. Op 19 januari 2020 maakte hij tegen Ajax zijn debuut voor Sparta. Op 11 februari scoorde hij tegen ADO Den Haag zijn eerste doelpunt voor Sparta. Ook tegen RKC Waalwijk (1-0 winst) en FC Emmen (5-1 winst) was hij vervolgens trefzeker, maar door de coronapandemie en het aflasten van de competitie was zijn huurperiode korter dan verwacht, met slechts acht wedstrijden. Hij keerde vervolgens terug bij FC Utrecht, waar hij weg mocht. Hij kwam tot 49 wedstrijden voor Utrecht, waarin hij goed was voor vier goals en drie assists.

### FC Groningen
In augustus 2020 verkaste Joosten naar FC Groningen, waar hij zijn handtekening zette onder een verbintenis voor de duur van drie seizoenen. Daar maakte hij op 13 september tegen PSV zijn debuut. Op 31 oktober scoorde hij tegen VVV-Venlo zijn eerste doelpunt voor Groningen in een 2-1 overwinning. Hij kwam tot drie goals en één assist in zijn eerste Eredivisieseizoen bij Groningen. Nadat hij in de eerste seizoenshelft van het seizoen 2021/22 tot slechts tien wedstrijden kwam, werd hij voor een half jaar verhuurd aan SC Cambuur. Daar maakte hij op 16 januari 2022 tegen Sparta Rotterdam zijn debuut. Op 11 maart maakte hij tegen Ajax (2–3 nederlaag) zijn eerste doelpunt voor Cambuur. Hij kwam tot twee goals en drie assists in vijftien wedstrijden, voordat hij terugkeerde naar Groningen. Daar zou hij nog één wedstrijd spelen, zijn veertigste, waarna hij vertrok.

### Willem II
Na een jaar bij Apollon Limasol op Cyprus, waar hij tot negentien wedstrijden en één goal kwam, keerde Joosten in de zomer van 2023 weer terug in Nederland, bij Willem II. Daar tekende hij een contract voor twee seizoenen tot de zomer van 2025. Op 13 augustus maakte hij tegen FC Eindhoven zijn debuut. Hij zou negentien competitiewedstrijden spelen en één assist leveren en had zo een minimale bijdrage aan het kampioenschap van Willem II dat seizoen.

## Clubstatistieken
| Seizoen | Club               | Competitie     | Competitie | Competitie | Beker | Beker | Overig1 | Overig1 | Totaal | Totaal |
| Seizoen | Club               | Competitie     | Wed.       | Dlp.       | Wed.  | Dlp.  | Wed.    | Dlp.    | Wed.   | Dlp.   |
| ------- | ------------------ | -------------- | ---------- | ---------- | ----- | ----- | ------- | ------- | ------ | ------ |
| 2014/15 | N.E.C.             | Eerste divisie | 3          | 0          | —     | —     | —       | —       | 3      | 0      |
| 2015/16 | FC Utrecht         | Eredivisie     | 22         | 1          | 5     | 2     | —       | —       | 27     | 3      |
| 2016/17 | FC Utrecht         | Eredivisie     | 13         | 1          | 0     | 0     | —       | —       | 13     | 1      |
| 2016/17 | Jong FC Utrecht    | Eerste divisie | 8          | 0          | —     | —     | —       | —       | 8      | 0      |
| 2017/18 | Jong FC Utrecht    | Eerste divisie | 6          | 2          | —     | —     | —       | —       | 6      | 2      |
| 2018/19 | → VVV-Venlo        | Eredivisie     | 30         | 6          | 2     | 0     | —       | —       | 32     | 6      |
| 2019/20 | FC Utrecht         | Eredivisie     | 7          | 0          | 1     | 0     | 1       | 0       | 9      | 0      |
| 2019/20 | → Sparta Rotterdam | Eredivisie     | 8          | 3          | 0     | 0     | —       | —       | 8      | 3      |
| 2020/21 | FC Groningen       | Eredivisie     | 25         | 3          | 1     | 0     | 1       | 0       | 27     | 3      |
| 2021/22 | FC Groningen       | Eredivisie     | 10         | 0          | 2     | 0     | —       | —       | 12     | 0      |
| 2021/22 | → SC Cambuur       | Eredivisie     | 15         | 2          | 0     | 0     | —       | —       | 15     | 2      |
| 2022/23 | FC Groningen       | Eredivisie     | 1          | 0          | 0     | 0     | —       | —       | 1      | 0      |
| 2022/23 | Apollon Limasol    | A Divizion     | 12         | 0          | 1     | 0     | 6       | 1       | 19     | 1      |
| 2023/24 | Willem II          | Eerste divisie | 19         | 0          | 1     | 0     | —       | —       | 20     | 0      |
| 2024/25 | Willem II          | Eredivisie     | 17         | 1          | 2     | 0     | 0       | 0       | 19     | 1      |
| Totaal  | Totaal             | Totaal         | 196        | 19         | 15    | 2     | 8       | 1       | 219    | 22     |

1Overige officiële wedstrijden, te weten de UEFA Europa League, UEFA Europa Conference League en playoffs.
Bijgewerkt op 3 juli 2025.

## Erelijst
| Competitie     |        |         |        |        |
| Competitie     | Aantal | Jaren   |        |        |
| N.E.C.         | N.E.C. | N.E.C.  | N.E.C. | N.E.C. |
| -------------- | ------ | ------- | ------ | ------ |
| Eerste divisie | 1      | 2014/15 |        |        |
| Willem II      |        |         |        |        |
| Eerste divisie | 1      | 2023/24 |        |        |

## Trivia
Joosten is een neef van Theo Joosten, sologitarist van de Limburgse band Rowwen Hèze.